# Friedrichsfelde (metrostation)
Friedrichsfelde is een station van de metro van Berlijn, gelegen in de oude dorpskern van het gelijknamige stadsdeel. Het metrostation werd geopend op 21 december 1930 als oostelijk eindpunt van lijn E, de huidige U5, die op dezelfde dag in gebruik genomen werd. Friedrichsfelde zou 43 jaar lang het eindstation van de lijn blijven, tot men deze in 1973 met één station verlengde naar Tierpark. Ten zuidoosten van het metrostation bevindt zich de gelijknamige bovengrondse metrowerkplaats Friedrichsfelde.
De stations op lijn E kregen een standaardontwerp van de hand van Alfred Grenander, indertijd huisarchitect van de Berlijnse metro. Om de sterk op elkaar gelijkende stations van elkaar te onderscheiden maakte Grenander gebruik van de zogenaamde kenkleur, die toegepast werd op vaste elementen als de wandbetegeling, de stalen steunpilaren en de kiosken op het perron. De toewijzing van de kenkleur volgde een zich herhalend patroon: roze, lichtgrijs, geel, blauwgroen, lichtgroen. Station Friedrichsfelde werd uitgevoerd in de kleur blauwgroen. Vrijwel alle stations van lijn E werden dieper dan voorheen aangelegd, zodat er ruimte was voor tussenverdiepingen. Station Friedrichsfelde bouwde men daarentegen vlak onder het straatniveau, zoals dat tot de jaren twintig gebruikelijk was in Berlijn. Dit betekent dat de trappen aan beide uiteinden van het eilandperron rechtstreeks naar de bovengelegen Einbecker Straße leiden.

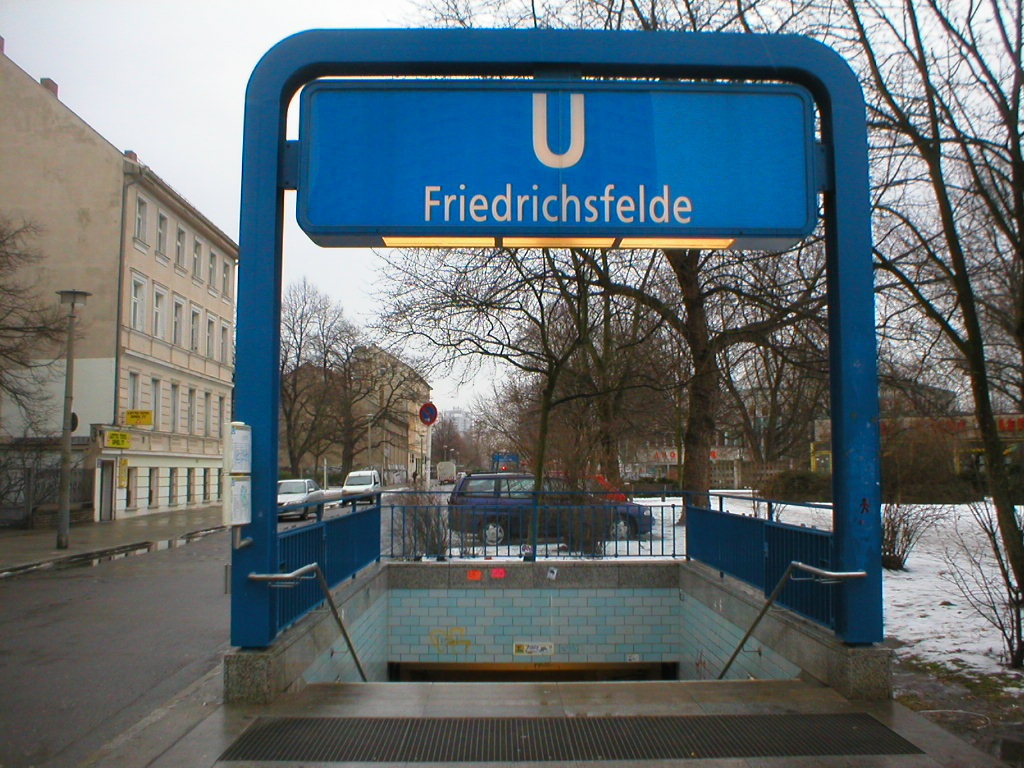
Noordelijke toegang tot het metrostation

Tijdens de Tweede Wereldoorlog leed het Berlijnse metronet grote schade. Ook station Friedrichsfelde werd tijdens een bombardement op 26 februari 1945 getroffen. De nabijgelegen werkplaats moest het eveneens meermaals ontgelden. In de nadagen van de oorlog reden er op het oostelijke deel van lijn E al geen treinen meer; op 25 april 1945 werd ook de dienst op de laatste nog wel in bedrijf zijnde trajecten stilgelegd. Na de oorlog begonnen de herstelwerkzaamheden meteen; station Friedrichsfelde kon op 24 mei 1945 de eerste provisorische pendeltreinen ontvangen.
In de DDR-periode werd een groot aantal stations op lijn E gerenoveerd, waarbij de betegeling vervangen. In station Friedrichsfelde bleven de oorspronkelijke tegels echter behouden; wel werden de pilaren, in contrast met de kenkleur van het station, roodbruin geschilderd. In 1958 kreeg de stationsnaam de toevoeging Tierpark, verwijzend naar de nabijgelegen dierentuin. In de aanloop naar verlenging van lijn E naar station Tierpark werd deze toevoeging in 1970 weer gschrapt.
Tussen 2003 en 2004 stak men de oudste stations van de U5 in een nieuw jasje. De wandbetegeling moest wijken voor een vandalismebestendige bekleding van geëmailleerde metaalplaten, waarbij werd teruggegrepen op het principe van de kenkleur. Sinds 2004 wordt station Friedrichsfelde gedomineerd door diverse blauwe tinten. Ook werd de verlichting verbeterd, werd er een nieuwe vloer gelegd en kwam er nieuw perronmeubilair. In 2010 volgde de ingebruikname van een lift bij de zuidelijke uitgang.